# Дом Лопухина — Станицкой
Дом Лопухина — Станицкой — здание в районе Хамовники Центрального административного округа города Москвы, расположенное по адресу ул. Пречистенка, д. 11.

## История
Дом построен в 1817—1822 годах по проекту архитектора А. Г. Григорьева и является классическим образцом московского ампира, имея классические формы, характерные лепные украшения и при этом имеющий интимный характер архитектуры. Дом был построен для А. В. Лопухина, в то время, как последними владели домом Станицкие.
Это одноэтажный с антресолями деревянный оштукатуренный дом, размещенный на низком белокаменном цоколе. Здание имеет ионический портик, а пропорции окон, характерная рустовка, а также лепные рельефы дали возможность зданию быть образцом для подражания при проектировании других московских домов.
В комплекс усадьбы входят, помимо собственного дома, расположенного по красной линии Пречистенки, служебные постройки во дворе дома, а также белокаменная ограда с пилонами ворот. В 1895 году по проекту С. У. Соловьева перестроен корпус усадьбы, расположенный по Лопухинскому переулку, а под руководством А. А. Остроградского в 1897 году был возведен корпус, примыкающий к дворовым службам.
С 1920 года в здании был размещен музей Л. Н. Толстого, во дворе стоит памятник писателю работы С. Д. Меркурова, относящийся к 1972 году.